# Дужи-Поток
Дужи-Поток (пол. Duży Potok) — село в Польщі, у гміні Мнішкув Опочинського повіту Лодзинського воєводства.
Населення — 159 осіб (2011).
У 1975-1998 роках село належало до Пйотрковського воєводства.

## Демографія
Демографічна структура станом на 31 березня 2011 року:
|          | Загалом | Допрацездатний вік | Працездатний вік | Постпрацездатний вік |
| -------- | ------- | ------------------ | ---------------- | -------------------- |
| Чоловіки | 84      | 14                 | 64               | 6                    |
| Жінки    | 75      | 11                 | 43               | 21                   |
| Разом    | 159     | 25                 | 107              | 27                   |